# Axelle Carolyn
Axelle Carolyn (Brussel·les, 3 d'abril de 1979) és una cineasta i antiga actriu i periodista belga.

## Biografia
Entre moltes altres feines que va treballar en el seu camí per dirigir les seves primeres pel·lícules, Carolyn va treballar breument davant de la càmera. La seva aparició més notable va ser com la guerrera picta Aeron a la pel·lícula de Neil Marshall Centurion.
Reportera de terror per a diverses revistes i llocs web del 2005 al 2008, la carrera de no ficció de Carolyn va culminar amb la publicació del 2008 de It Lives Again! Horror Movies in the New Millennium, pel qual va guanyar el premi de plata als premis Book of the Year; i el 2018 FrightFest Guide to Ghost Movies, una anàlisi de les 200 històries de fantasmes més significatives mai fetes.
També va publicar alguns contes en diverses antologies, com ara Dark Delicacies III, i The Mammoth Book of Body Horror.
Després d'escriure i dirigir un grapat de curtmetratges premiats, Axelle va estrenar el seu primer llargmetratge, la història de fantasmes Soulmate, el 2014. L'escena inicial, que representava una escena gràfica de suïcidi, va ser censurada al Regne Unit pel BBFC. La pel·lícula es va estrenar a Sitges l'any 2013 i es va projectar a festivals de gènere d'arreu del món abans de la seva estrena. Va ser generalment ben rebuda, tot i que la seva barreja d'horror, drama i romanç gòtic va dividir les opinions. El 2014, va participar en la pel·lícula d'antologia Tales of Halloween, que va coproduir amb Epic Pictures. També va escriure i dirigir el seu propi segment Grim Grinning Ghost. El 2018 va treballar a la sala de guionistes de Chilling Adventures of Sabrina de Netflix i va coescriure l'episodi 9. El 2019, Axelle Carolyn va dirigir l'episodi 8 del projecte de Netflix de Mike Flanagan The Haunting of Bly Manor titulat "The Romance of Certain Old Clothes." També va drigir un episodi de Creepshow per AMC. El 2021 va dirigir episodis de The Midnight Club de Flanagan, així com dos episodis de la temporada 10 d' American Horror Story. El 2021 també s'estrena el seu segon llargmetratge com a escriptora i directora: The Manor, un misteri de terror produït per Amazon Studios, Blumhouse i Sandy King, i protagonitzat per Barbara Hershey.

### Vida personal
L'Axelle viu a Los Angeles amb el seu gos (i estrella freqüent) Anubis. Va estar casada amb el cineasta britànic Neil Marshall del 2007 al 2016.

## Filmografia
| Any  | Pel·lícula                               | Crèdit                         | Notes                                         |
| ---- | ---------------------------------------- | ------------------------------ | --------------------------------------------- |
| 2005 | Beneath Still Waters                     | Actriu                         |                                               |
| 2008 | Beyond the Rave                          | Publicista                     |                                               |
| 2008 | Doomsday                                 | Actriu/ Make-up                |                                               |
| 2008 | I Love You                               | Actriu                         |                                               |
| 2008 | Horrorshow                               | Actriu                         |                                               |
| 2009 | A Reckoning                              | Actriu                         |                                               |
| 2009 | Blood + Roses                            | Actriu                         |                                               |
| 2009 | The Descent Part 2                       | Actriu                         |                                               |
| 2009 | Into the Dark: Exploring the Horror Film | Ella mateixa                   |                                               |
| 2009 | Psychosis                                | Actriu                         |                                               |
| 2009 | Red Light                                | Actriu                         |                                               |
| 2009 | Brides of Horror                         | Ella mateixa                   |                                               |
| 2010 | Centurion                                | Actriu                         |                                               |
| 2013 | Soulmate                                 | Director, Guionista            |                                               |
| 2015 | Tales of Halloween                       | Director, Guionista, Productor | Segment: "Grim Grinning Ghost"                |
| 2015 | The 4th Reich                            | Actriu                         |                                               |
| 2018 | Chilling Adventures of Sabrina           | Guionista                      | Episodi: "Chapter Nine: The Returned Man"     |
| 2020 | The Haunting of Bly Manor                | Director                       | Episodi: "The Romance of Certain Old Clothes" |
| 2021 | Creepshow                                | Director                       | Episodi: "Dead and Breakfast"                 |
| 2021 | The Manor                                | Director, Guionista            |                                               |
| 2021 | American Horror Story: Double Feature    | Director                       |                                               |